# 山本源吉
山本源吉（やまもと げんきち、1763年（宝暦13年） - 1825年（文政8年））は、江戸時代の囲碁の棋士。遠江国浜松生れ、後に山本道左と号す。素人碁打ち「浜松の源吉」として名を馳せた。六段。服部因淑との二十一番碁が有名。

## 生涯
1771年（明和8年）9歳の時、本因坊察元が上京の途上で浜松に宿し、察元門下の佐藤重二郎初段格に五子で勝ち、察元はこれを奇として入門を勧めるが、父は幼年をもって辞する。17歳の時に招かれて江戸へ上り、察元より二段を受け、その後1794年（寛政6年）に四段まで昇って門下第一の高弟となる。その後青木元悦、剃髪して山本道左と改名。浜松に戻り、多くの碁客が遊歴時に立ち寄った。1801年（享和元年）に服部因淑と先相先で21局を打って11勝10敗と勝ち越す。1803年（享和3年）に、本因坊跡目であった元丈に定先で5勝3敗1打ち掛けとし、五段昇段。奥貫智策には、1803年に向先相先で5勝1敗として定先の手合に打ち下げ、これにより智策は奮起し、1809年（文化6年）に浜松に赴いて道左と互先11局を打って、5勝5敗1ジゴとなった。
死後の1827年（文政10年)、訃報を聞いた本因坊元丈より六段を追贈された。子の源右衛門は1852年（嘉永5年）に、加藤隆和らの協力により追善会を兼ねた六段披露会を催し、盛会となったという。
若い時には独学であったため、形にやや難があるが、元来手のよく見える碁で、打ち過ぎる場合もあると関山仙太夫には評されている。在京時には、河野元虎、中野知得らとの多くの棋譜がある。著書に『方円軌範』、また門人の橘井斎が編纂した打碁集『浜の松風』がある。